# Senegalfloden
Senegalfloden är en 1 700 kilometer lång flod i Västafrika med ett avrinningsområde på 270 000 km² - 450 000 km² (uppgifterna varierar) och en medelvattenföring på 800 m³/s. Två av flodens tre källflöden, Falémé och Bafing, rinner upp på höglandet Fouta Djallon i Guinea, medan Bakoye rinner upp i västra Mali. Bafing Koba rinner samman med Bakoye vid Bafoulabé i Mali och nära Bakel i Senegal ansluter Falémé. Senegalfloden bildar sedan gräns mellan Senegal och Mauretanien innan den rinner ut i Atlanten.

## Vattenflöde
Tidigt i september är flödena höga vid Bakel och i mitten av oktober når de höga flödena Dagana i Senegal. Under säsongen höjs vatten nivån med 3,5 meter och flödet är 300 gånger högre jämfört med den torra perioden. Nedströms Dagana börjar flodens delta. Diamadammen, som ligger ca 40 km uppströms utloppet vid Saint-Louis, släpper igenom vattenmassor genom sina slussportar och hindrar att saltvatten tar sig förbi. Detta har säkrat tillgången av färskvatten och samtidigt underlättat båttrafiken. Både vid Diamadamman och uppströms vid Manantali i Mali finns vattenkraftverk som projekterat av Mali, Mauretanien och Senegal i samarbete.

## Djurliv
Nilabborren förekommer allmänt i floden trots att den är överfiskad. Skedstorkar, hägrar och vävare finns allmänt och på flodbankarna finns igelkottar, varaner och vårtsvin.

## Historia

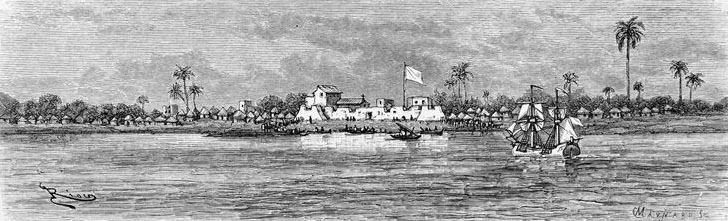
Saint-Louis-1720

Under medeltiden hörde sjöfarare berättelser om Senegalfloden som "Guldfloden".
Från 1500- till 1900-talet utgjorde floden ett verktyg för att öka det franska koloniala inflytandet. Franska skepp seglade upp i flodmynningen så tidigt som 1558. Från ett franskt fort som anlagts 1638 utforskade en rekognoseringstrupp floden 260 km upp till Podor. 1659 byggdes ett större fort på ön N'dar i flodmynningen som fick namnet Saint-Louis efter den franske kungen Louis IX. Fortet blev basen för vidare fransk utforskande av floden, men även ett centrum för handeln med slavar och andra varor. 1608 anlades ett fort fort, Saint-Joseph-de-Galam 640 km uppströms och hans män nådde Féloufallen ovan Kayes. Några fortsatte upp längst Falémé och byggde ytterligare ett fort.
Sedan 1972 har Mali, Mauretanien och Senegal samarbetat under regi av organisationen för utveckling av Senegalfloden kring att utveckla flodens resurser. Guinea gick med i organisationen 2006.
Floden brukas för bevattning av risodlingar och annan jordbruksmark.